# Windows Server 2012 R2
O Windows Server 2012 R2 (cujo codinome é Server Blue) é uma a(c)tualização do Windows Server 2012, lançada pela Microsoft em outubro de 2013. Este sistema é a variante do Windows 8.1 para servidores.

## Edições do Windows Server 2012 R2[4]

### Datacenter
Edição destinado a ambientes de nuvem privada ou híbrida. Está é a versão mais completa da edição 2012.

### Standard
Possui funcionalidade completa, assim como a edição Datacenter porém, é destinados a ambientes não-virtualizados.

### Essentials
Destinado a pequenos negócios, esta edição está limitada a apenas 25 contas de usuários.

### Foundation
Para uso geral, está disponível apenas na versão OEM. Limitado com 15 contas de usuários.

## Mudanças do Windows Server 2012
A Microsoft confirmou as seguintes alterações introduzidas pelo Windows Server 2012 R2:
- Tiering Automatizado: Storage Spaces armazena os arquivos com acesso mais freqüente na mídia física mais rápida.
- Deduplicação para VHD: Reduz o espaço de armazenamento para arquivos VHD com conteúdo em grande parte armazenando os conteúdos similares apenas uma vez.
- Windows PowerShell v4, que agora inclui um recurso de Configuração de Estado Desejado (DSC).
- Suporte integrado ao Office 365 (edição Essentials).
- Mudanças na interface do usuário também encontradas no Windows 8.1, incluindo o botão Iniciar visível.
- Máquinas virtuais baseadas em UEFI.
- Atualizações de emuladores de drivers para drivers de hardware sintético para minimizar o suporte de legado.
- Implementação de VM mais rápida (aproximadamente metade do tempo).
- Internet Information Services 8.5: Suporte para escrever registros para o Rastreamento de Eventos para Windows e a capacidade de registrar qualquer cabeçalho de solicitação/resposta. Para melhorar a escalabilidade, se o IIS estiver configurado com 100 ou mais sites, por padrão, não iniciará automaticamente nenhum deles. Juntamente com isso, uma nova opção de configuração "Idle Worker Process Page-Out" foi adicionada aos pools de aplicativos para instruir o Windows a paginar o processo se ele ficar ocioso além do período de tempo limite de inatividade configurado (por padrão, 20 minutos).
- Server Message Block: Melhorias no desempenho e na qualidade de registro de eventos, suporte a Migração Hyper-V Live sobre SMB, gerenciamento de prioridade de largura de banda e a capacidade de remover o suporte ao SMB 1.0.
- Serviços de Implantação do Windows (SIW): suporte para gerenciar o SIW via PowerShell.
- Windows Defender está disponível em uma instalação Server Core e está instalado e habilitado por padrão.
- Gerenciamento de Endereços IP (IPAM): Estendido para suportar o controle de acesso baseado em função, permitindo um controle fino sobre quais usuários podem visualizar ou alterar configurações para reservas DHCP, escopos, Blocos de endereço IP, registros de recursos DNS, etc. Além disso, o IPAM pode se integrar com o System Center Virtual Machine Manager 2012 R2 para ter uma política de IP coordenada em ambientes físicos e virtuais. O banco de dados IPAM pode ser armazenado em uma instância do SQL Server ao invés do banco de dados interno do Windows.
- A Diretiva de Grupo tem uma nova configuração "Cache da diretiva" que permite que as máquinas conectadas no domínio armazenem uma cópia das configurações da diretiva de grupo na máquina cliente e, dependendo da velocidade de acesso ao controlador de domínio, usar aquela cópia no momento da inicialização ao invés de aguardar a transferência das configurações da diretiva. Isso pode melhorar os tempos de inicialização em máquinas que estão desconectadas da rede da empresa. Novas configurações de Diretiva de Grupo foram adicionadas para cobrir os novos recursos no Windows 8.1 e no Internet Explorer 11, como habilitar/desabilitar suporte ao SPDY/3, configurar layouts da tela de início e detectar números de telefone em páginas da web.
- O suporte ao TLS é estendido para suportar o RFC 5077, "Recuperação da sessão de segurança de camada de transporte (TLS) sem o estado do lado do servidor", o que melhora o desempenho das conexões seguras TLS de longa duração que precisam se reconectar devido à expiração da sessão.
- O Hyper-V e o console de gerenciamento do Hyper-V foram adicionados à edição Essentials.
- O Windows Server Update Services foi disponibilizado para a edição do Windows Server 2012 R2 Essentials.
- O ReFS ganhou suporte para fluxos de dados alternativos e correção automática de erros em espaços de paridade.

## Requisitos do sistema
As edições e os requisitos serão os mesmos do Windows Server 2012.
| Processador           | 1.4 GHz, x64                                   |
| Memória               | 512 MB                                         |
| Espaço livre em disco | 32 GB (mais se houver pelo menos 16 GB de RAM) |